# Vukovar, jedna priča
Vukovar, jedna priča é um filme de drama sérvio de 1994 dirigido e escrito por Boro Drašković. Foi selecionado como representante da Sérvia à edição do Oscar 1995, organizada pela Academia de Artes e Ciências Cinematográficas.

## Elenco
- Mirjana Joković
- Boris Isaković
- Nebojša Glogovac
- Svetozar Cvetković
- Predrag Ejdus
- Mihajlo Janketić
- Olivera Marković
- Svetlana Bojković
- Mira Banjac
- Dušica Žegarac